# 迪恩路站
迪恩路站（英語：Dean Road station）是位于马萨诸塞州布鲁克莱恩的地面轻轨站。车站在灯塔街行车道之间的分隔带中，波士顿轻轨绿线C支线在此站停靠。迪恩路站共有两座交错的侧式站台，站台间有横穿轨道的步道，车站并不是无障碍车站。
迪恩路站与绿线D支线比肯斯菲尔德站仅一个街区距离，乘客可以在两条支线间方便换乘。虽然车咋还年间距离并不遥远，换乘十分便利，但是由于两座车站均为地面开放式车站，换乘时需要再次检票。除此以外，迪恩路站并没有可换乘的马萨诸塞湾交通局公交车。

## 车站结构
| G 街道/站台层 | 侧式站台，右侧开门 | 侧式站台，右侧开门                |
| G 街道/站台层 | 出城               | 往克利夫兰环岛 （恩格尔伍德大道） |
| G 街道/站台层 | 入城               | 往波士顿北站 （塔潘街）           |
| G 街道/站台层 | 侧式站台，右侧开门 |                                   |